# Alexander Ferrauti

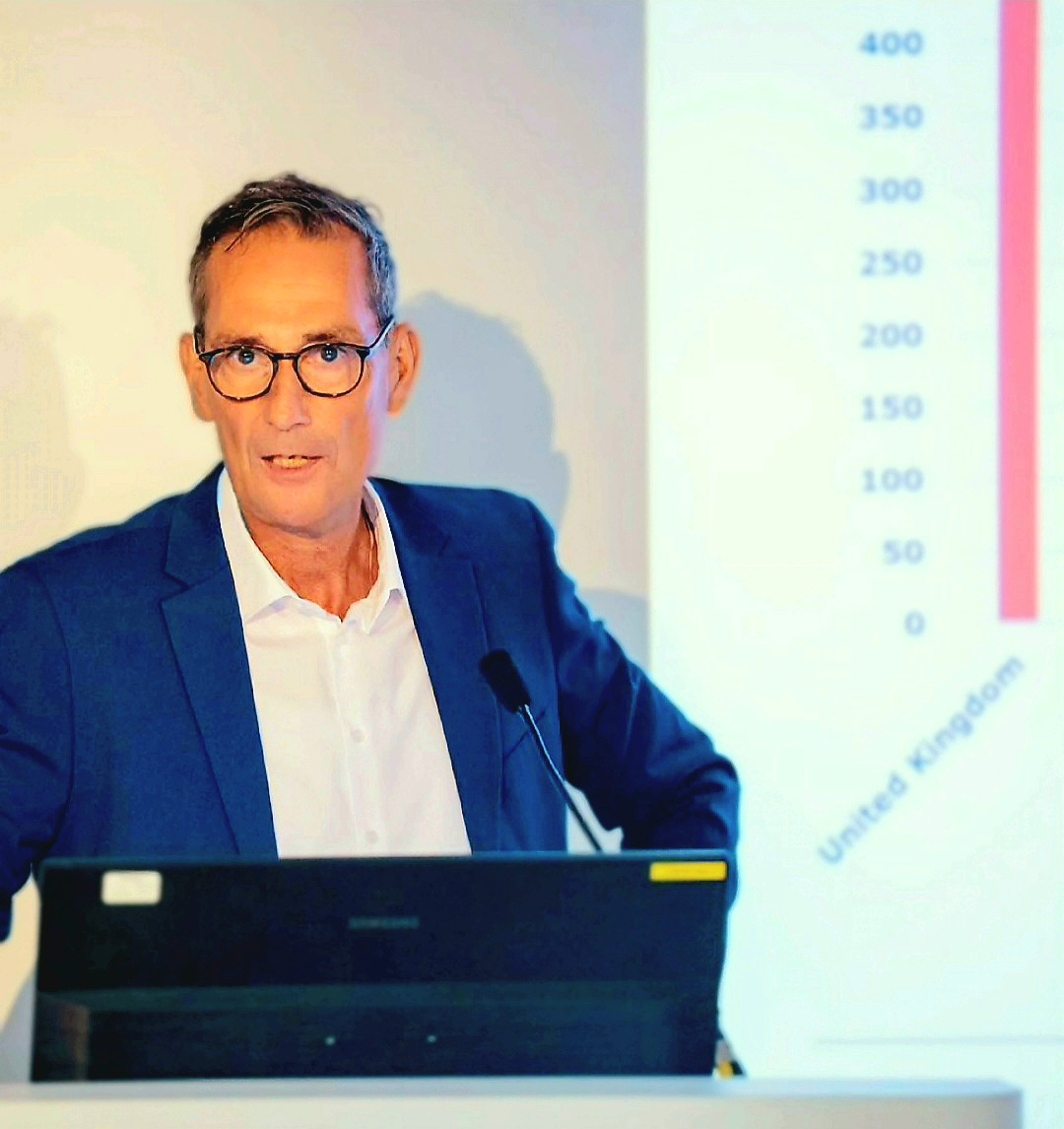
Ferrauti bei einem Vortrag im April 2025

Alexander Ferrauti (* 7. August 1960 in Brühl) ist ein deutscher Sportwissenschaftler, Hochschullehrer und Präsident des European College of Sport Science (ECSS).

## Werdegang
Ferrauti bestand 1979 sein Abitur in Hürth und studierte in Köln von 1980 bis 1988 Sportwissenschaft und Biologie. Ab 1985 war er Inhaber einer A-Trainerlizenz im Tennis und fungierte zudem als Wissenschaftsreferent und Trainerausbilder beim Deutschen Tennis Bund. Ab 1988 war er wissenschaftlicher Mitarbeiter am Institut für Sportspiele der Deutschen Sporthochschule Köln (DSHS). 1992 wurde seine Dissertation zum Thema „Tennis-Doppel und Spielerbeobachtung“ an der DSHS angenommen und mit dem „Toyota-Preis“ ausgezeichnet. Von 1992 bis 1998 war er wissenschaftlicher Assistent und schloss 1997 seine Habilitation ab. Der Titel seiner Arbeit lautete „Der Energiestoffwechsel im Tennis. Eine trainingswissenschaftliche Analyse mit praktischen Empfehlungen für Leistungs- und Breitensport“. Von 1998 bis 2002 war Ferrauti an der DSHS als Hochschuldozent tätig.
2002 trat er an der Fakultät für Sportwissenschaft der Ruhr-Universität Bochum (RUB) eine Professorenstelle für das Fach Trainingswissenschaft an. Er war Mitglied im Senat der RUB und hatte von 2013 bis 2017 das Amt des Dekans der Fakultät inne. Zwischen 2011 und 2017 gehörte Ferrauti dem Sprecherrat der Sektion Trainingswissenschaft der Deutschen Vereinigung für Sportwissenschaft (DVS) an. 2017 fungierte er als Kongresspräsident des 22. Jahreskongresses des European College of Sport Science (ECSS) in Essen. Ferrauti wurde 2019 in das Präsidium des ECSS gewählt und im August 2023 ehrenamtlicher Präsident des European College of Sport Science.
Ferrauti lehrt das Fach Trainingswissenschaft in Bachelor- und Masterstudiengängen. Zu seinen Forschungsschwerpunkten zählen unter anderem trainingswissenschaftliche und leistungsphysiologische Aspekte des Tennissports und er gehörte zu den Verfassern des Werkes „Handbuch für Tennistraining“. Er befasst sich darüber hinaus mit weiteren Sportspielen, etwa in Bezug auf Aspekte der Leistungsdiagnostik und Sporternährung. Weitere sportwissenschaftliche Themenfelder sind der Nachwuchsleistungssport, auch in Bezug auf die Talentsuche und -förderung, der Freizeitsport, der Alterssport und das Regenerationsmanagement im Leistungssport.

## Internationale Publikationen (Auswahl)
- Fernandez-Fernandez, J., Ulbricht, A. & Ferrauti, A. (2014). Fitness testing of tennis players: How valuable is it? British Journal of Sports Medicine, 48, 22-31.
- Ferrauti, A., Bergermann, M. & Fernandez-Fernandez, J. (2010). Effects of a concurrent strength and endurance training on running performance and running economy in recreational marathon runners. Journal of Strength Conditioning Research, 24(10), 2770- 2778.
- Ferrauti, A., Bergeron, M.F., Pluim, B.M. & Weber, K. (2001). Physiological responses in tennis and running with similar oxygen uptake. European Journal of Applied Physiology, 85(1- 2), 27-33.
- Ferrauti, A., Kinner, V.J. & Fernandez-Fernandez, J. (2011). The Hit & Turn Tennis Test: an acoustically controlled endurance test for tennis players. Journal of Sports Sciences, 29(5), 485-494.
- Ferrauti, A., Pluim, B.M. & Weber, K. (2001). The effect of recovery duration on running speed and stroke quality during intermittent training drills in elite tennis players. Journal of Sport Sciences, 19(4), 235-242.
- Ferrauti, A. & Remmert, H. (2003). The effects of creatine supplementation: a review with special regards to ballgames. European Journal of Sports Sciences, 3, 81-107.
- Kappenstein, J., Ferrauti, A., Runkel, B., Fernandez-Fernandez, J., Müller, K. & Zange, J. (2013). Changes in phosphocreatine concentration of skeletal muscle during highintensity intermittent exercise in children and adults. European Journal of Applied Physiology, 113(11), 2769 - 2779.
- Knoop, M., Fernandez-Fernandez, J. & Ferrauti, A. (2013). Evaluation of a specific reaction and action speed test for the soccer goalkeeper. Journal of Strength and Conditioning Research, 27(8), 2141-2148.
- Ulbricht, A., Fernandez-Fernandez, J., Mendez-Villanueva, A. & Ferrauti, A. (2016). Impact of fitness characteristics on tennis performance in elite junior tennis players. Journal of Strength and Conditioning Research, 30(4), 989-998.
- Wiewelhove, T., Döweling, A., Schneider, C., Hottenrott, L., Meyer, T., Kellmann, M., Pfeiffer, M. & Ferrauti, A. (2019). A Meta-Analysis of the Effects of Foam Rolling on Performance and Recovery. Frontiers in Physiology, 10, 376.